# Phare de Cleveland West Pierhead

Le phare de Cleveland West Pierhead (en anglais : Cleveland West Pierhead Light), est un phare portuaire situé à l'extrémité de la jetée ouest du port de Cleveland sur le lac Érié dans le Comté de Cuyahoga, Ohio.
Il est inscrit au Registre national des lieux historiques depuis le 8 avril 1983 sous le n°83001950.

## Historique
La première station de signalisation a été mise en service en 1884. En 1911, lorsque le brise-lames a été agrandi, le premier phare a été démoli et remplacé par l'actuel.

## Description
Le phare  est une tour ronde en fonte de 20 m de haut, contenant les quartiers du gardien sur 3 étages, avec double galerie et lanterne, à côté du bâtiment de signal de brouillard de 3 étages. Le bâtiment en peint en blanc avec une lanterne noire au toit rouge.
Il émet, à une hauteur focale de 19 m, un bref éclat alternativement blanc et rouge  de 0.6 seconde par période de 6 secondes. Sa portée est de 9 milles nautiques (environ 17 km). Il est équipé d'une corne de brume émettant deux souffles toutes les 30 secondes, en cas de brouillard.

## Caractéristiques dufeu maritime
Fréquence : 6 secondes (W-R)
- Lumière : 06 seconde
- Obscurité : 5.4 secondes

Identifiant : ARLHS : USA-178 ; USCG : 7-4160 .

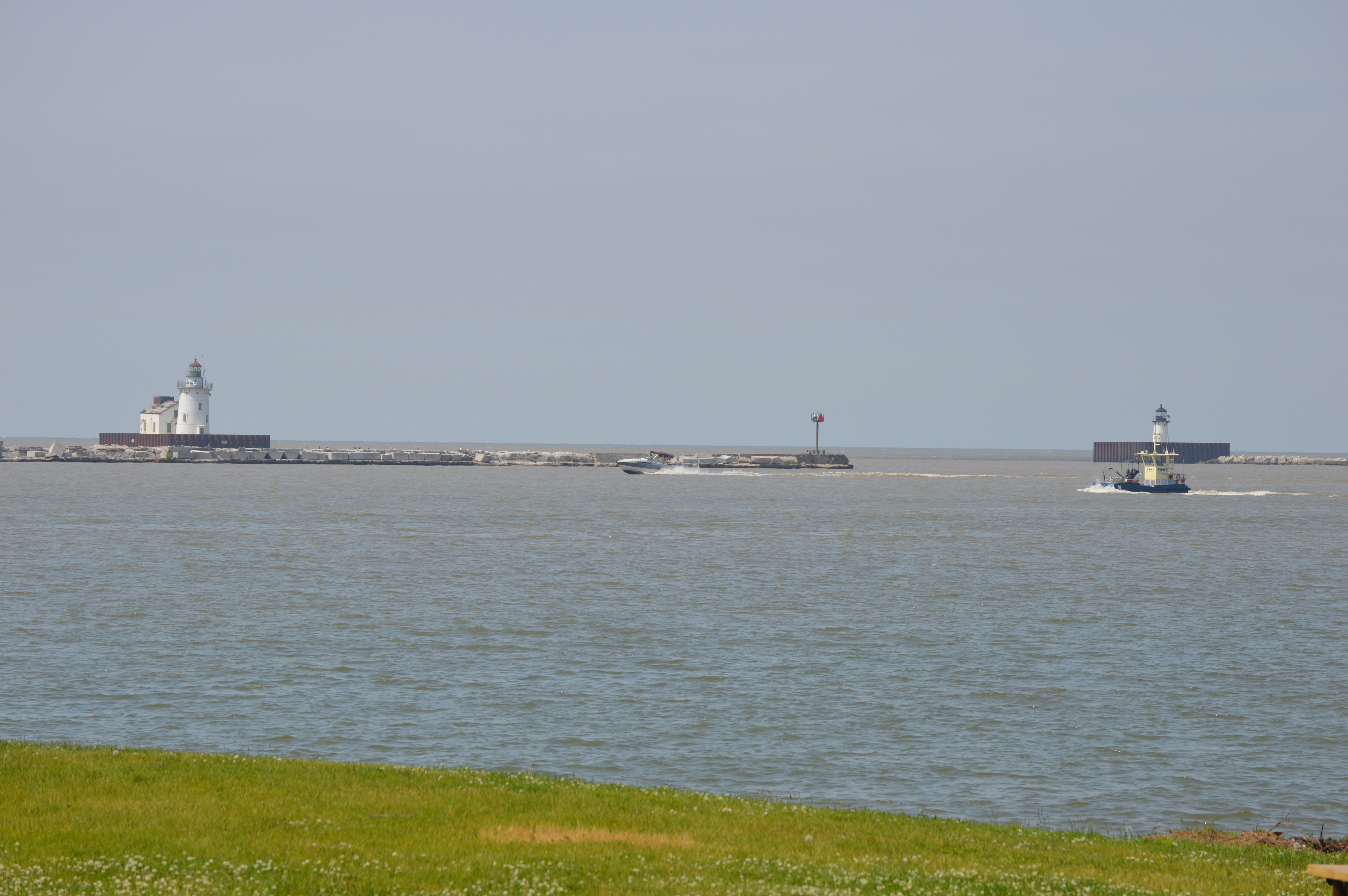
Entrée du port de Cleveland
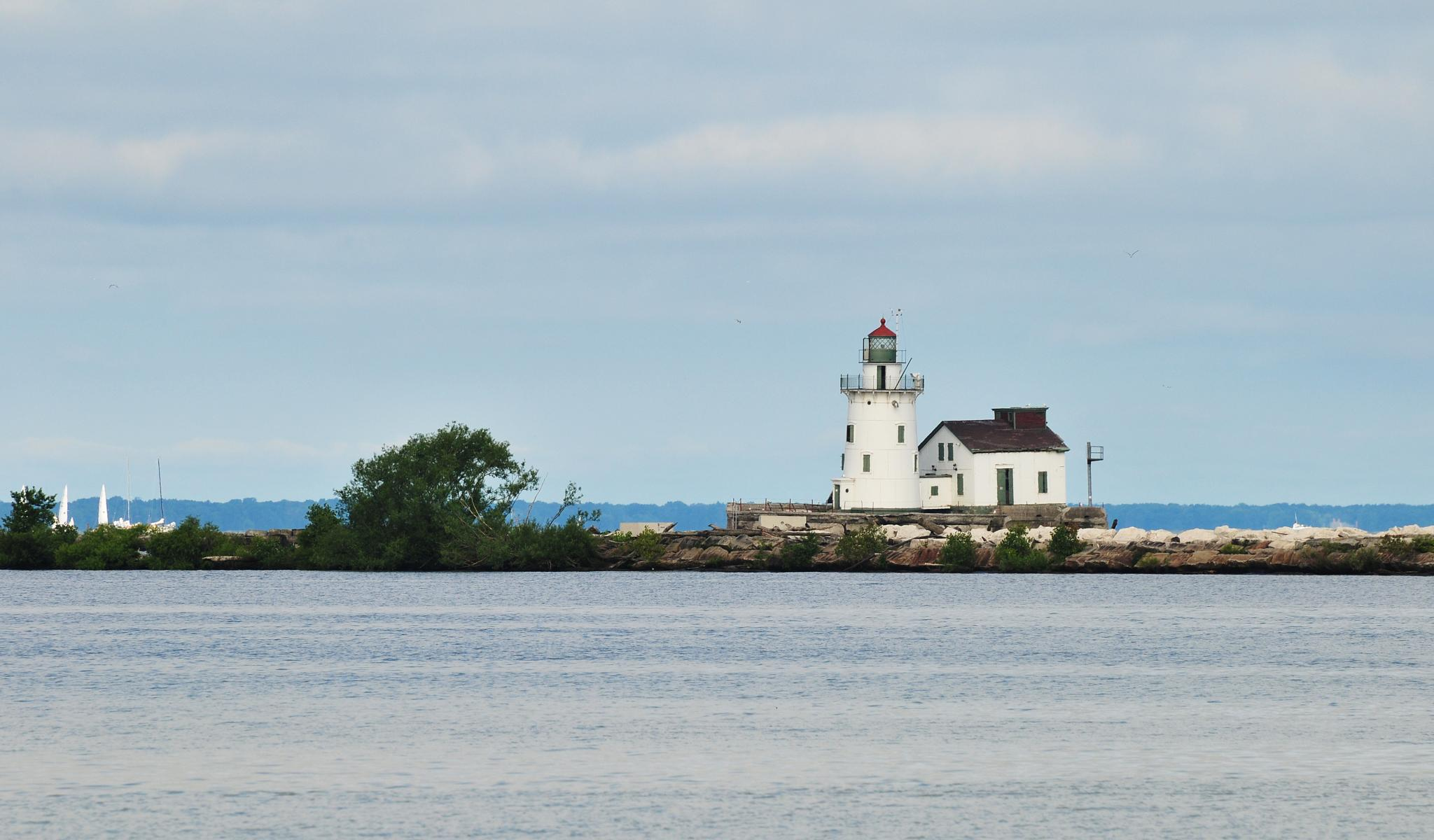
Le phare

### Lien connexe
- Liste des phares de l'Ohio